# 44RAIDERS
「44RAIDERS」（フォーティーフォーレイダース）は、BALLISTIK BOYZ from EXILE TRIBEの1枚目のシングルである。2019年10月23日にrhythm zoneから発売された。

## 概要
- デビューアルバム『BALLISTIK BOYZ』から約5カ月ぶり、シングルとしては初のリリースとなる。「CD+DVD」と「CD」の2形態での発売。

## 収録曲

### CD
1. 44RAIDERS [3:03]
作詞：ZERO(YVES & ADAMS) 、作曲：Erde, Casper, Francia Lopez
2. Most Wanted [3:57]
作詞・作曲：P-CHO, JAY'ED, NAOtheLAIZA
3. 44RAIDERS（instrumental）
4. Most Wanted（instrumental）

### DVD
1. 44RAIDERS (Music Video)